# Августин Меєрберг
Август Маєрберг (нім. Augustin Meyerberg; серпень 1612, Сілезія — 23 березня 1688, Відень (?)) — австрійський барон, мандрівник і дипломат.
Родом із Сілезії; при Фердинанді III був радником апеляційного суду в Глогау.
Імператор Леопольд I викликав його до Відня і дванадцять разів відправляв його послом до різних країн, в тому числі: до турецького султана Магомета IV, до короля польського Яна-Казимира, до короля данського Кристіана V, до російського царя Олексія Михайловича.
Барон Августин Маєрберг, відвідав Кам'янець у 1661-му, у подорожніх нотатках також згадав, що багато хто вважає це місто колишньої Клепідавою.